# Orchard Hills (Pennsylvanie)
Pour les articles homonymes, voir Orchard Hills.
Orchard Hills est une census-designated place du comté d'Armstrong, en Pennsylvanie, aux États-Unis.

## Géographie
Orchard Hills se trouve au nord-est des États-Unis, dans l'ouest de l'État de Pennsylvanie, au sein du comté d'Armstrong, dont le siège de comté est Kittaning. Ses coordonnées géographiques sont 40° 35′ 07″ N, 79° 32′ 47″ O.

## Démographie
Au recensement de 2010, sa population était de 1 952 habitants.